# Іст-Міллінокет (переписна місцевість, Мен)
Іст-Міллінокет (англ. East Millinocket) — переписна місцевість (CDP) в США, в окрузі Пенобскот штату Мен. Населення — 1560 осіб (2020).

## Географія
Іст-Міллінокет розташований за координатами 45°37′34″ пн. ш. 68°34′27″ зх. д. / 45.62611° пн. ш. 68.57417° зх. д. (45.626051, -68.574088).  За даними Бюро перепису населення США в 2010 році переписна місцевість мала площу 2,48 км², уся площа — суходіл.

## Демографія
Згідно з переписом 2010 року, у переписній місцевості мешкало 1567 осіб у 698 домогосподарствах у складі 439 родин. Густота населення становила 633 особи/км².  Було 798 помешкань (322/км²).
Расовий склад населення:
| - 97,3 % — білих - 0,8 % — корінних американців - 0,3 % — чорних або афроамериканців - 0,1 % — вихідців з тихоокеанських островів - 0,1 % — азіатів |

До двох чи більше рас належало 0,9 %. Частка іспаномовних становила 0,8 % від усіх жителів.
За віковим діапазоном населення розподілялося таким чином: 20,5 % — особи молодші 18 років, 55,6 % — особи у віці 18—64 років, 23,9 % — особи у віці 65 років та старші. Медіана віку мешканця становила 48,4 року. На 100 осіб жіночої статі у переписній місцевості припадало 98,1 чоловіків;  на 100 жінок у віці від 18 років та старших — 97,6 чоловіків також старших 18 років.
Середній дохід на одне домашнє господарство  становив 43 955 доларів США (медіана — 35 294), а середній дохід на одну сім'ю — 51 649 доларів (медіана — 48 000). Медіана доходів становила 46 705 доларів для чоловіків та 35 500 доларів для жінок. За межею бідності перебувало 22,5 % осіб, у тому числі 36,2 % дітей у віці до 18 років та 8,8 % осіб у віці 65 років та старших.
Цивільне працевлаштоване населення становило 624 особи. Основні галузі зайнятості: освіта, охорона здоров'я та соціальна допомога — 31,7 %, роздрібна торгівля — 13,8 %, виробництво — 13,8 %.